# Aventuras del Oeste
Aventuras del Oeste (en alemán: Die letzte Kugel traf den Besten, en italiano: Sette ore di fuoco) es una película spaghetti western de coproducción entre Alemania, España e Italia de 1965 dirigida por Joaquín Romero Marchent. El guion se basó en el cuento Buffalo Bill y su época de Ángel de Zavala. Los decorados del rodaje fueron diseñados por el director de arte Jaime Pérez Cubero.

## Argumento
Cuando era más joven, Buffalo Bill viajaba en el Pony Express como «Bill Cody». Ahora lidera un viaje de colonos por el Oeste, que también incluye a la bella Ethel y su tío, un pastor. En el destino del viaje, Bill se entera por un amigo de que existe un floreciente comercio de armas de contrabando que finalmente llegan a los indios. Este tipo de fraudes tienen lugar regularmente en la ciudad de Custer, donde dos jefes de pandillas dirigen los asuntos. Bill, que forma equipo con Wild Bill Hickock y Calamity Jane, puede lograr rápidamente el éxito en su lucha contra los contrabandistas. También se reencuentra con Ethel en Custer, quien milagrosamente escapa con vida cuando los indios sioux atacan. Mientras los nativos planean otro ataque, Custer es evacuado, dejándolo como un pueblo fantasma cuando los indios llegan. Sin embargo, Buffalo Bill lleva a los soldados ocultos a la victoria contra los indios y finalmente también limpia el pueblo de los contrabandistas.

## Reparto
- Rik van Nutter: Buffalo Bill Cody (acreditado como Clyde Rogers).
- Adrian Hoven: Wild Bill Hickock.
- Helga Sommerfeld: Cora.
- Kurt Großkurth: August Mai.
- Raf Baldassarre: Joseph (acreditado como Ralph Balsen).
- Francisco Sanz: Pastor Norman Lieberman (acreditado como Robert Franck).
- Gloria Milland: Calamity Jane.
- Mariano Vidal Molina: Frank North.
- Robert Johnson Jr.
- Carlos Romero Marchent: Ted.
- Alejandra Nilo: Luisa.
- Alfonso Rojas: Coronel Carr.
- Antonio Molino Rojo: Wilson.
- Cris Huerta: Steve.
- Ricardo Rodríguez: Red Cloud.
- Lorenzo Robledo: Charlie.
- María Esther Vázquez as Agnes.

## Recepción crítica
El Lexikon des internationalen Films vio un «Eurowestern ordinario con una historia confusa y llena de cadáveres». El Evangelische Film-Beobachter tampoco tiene una buena opinión de la película: «La película del Lejano Oeste sobre blancos y comanches en sus conflictos después de 1878, hecha con material de archivo, resulta ser un completo disparate hecha con recursos inadecuados. No vale ni un centavo».